# ويل مايرز
ويل مايرز (بالإنجليزية: Wil Myers)‏ هو لاعب كرة قاعدة أمريكي، ولد في 10 ديسمبر 1990 في توماسفيل في الولايات المتحدة.

## وصلات خارجية
- ويل مايرز على موقع دوري كرة القاعدة الرئيسي (الإنجليزية)
- ويل مايرز على موقعبيزبول رفرنس.كوم (الدوري الرئيسي) (الإنجليزية)
- ويل مايرز على موقعبيزبول رفرنس.كوم (الدوري الثانوي) (الإنجليزية)
- ويل مايرز على موقع إي إس بي إن.كوم (أم.أل.بي) (الإنجليزية)
- ويل مايرز على موقع مشجعي الرسوم البيانية (الإنجليزية)